# La Garita (Riba-roja d'Ebre)
La Garita és una obra de Riba-roja d'Ebre (Ribera d'Ebre) declarada bé cultural d'interès nacional.

## Descripció
Situada al camí dels Hereuins, al sud del nucli de Riba-Roja. Garita ubicada estratègicament, amb un ampli domini visual sobre el riu Ebre. És de planta quadrangular, que es conserva fins a la meitat del primer pis. En una intervenció moderna s'hi va obrir una porta i una finestra (avui tapiada), i s'hi construir a l'interior una escala de mà sobre un encofrat de formigó. Des d'aquesta s'accedeix al pis, sostingut per un forjat d'acer i formigó. Al voltant de la construcció, en tots dos nivells, s'obren petites espitlleres. El parament dels murs és de pedra irregular disposada en filades, i carreus polits a les cantonades.

## Història
Els seus orígens són remots. Sembla una torre de guaita medieval i ha estat utilitzada en els diversos conflictes bèl·lics.